# Список библейских имён/К
Библейские имена собственные, начинающиеся с буквы К, — предмет изучения библейской ономастики (ономатологии), отрасли библеистики, изучающей упоминаемые в Библии собственные имена персоналий, теофорные имена, а также названия городов, местностей и пр.. В список включены имена: привычные для еврейского читателя Ветхого Завета — согласно ЕЭБЕ, привычные для русского читателя Синодального перевода — согласно БЭАН; а также свойственный библейским именам символический смысл.

## Ка~
| Википедия                                 | ЕЭБЕ                                                                   | БЭАН                                          | Смысл имени согласно БЭАН и ЕЭБЕ                  | Строка Библии |
| ----------------------------------------- | ---------------------------------------------------------------------- | --------------------------------------------- | ------------------------------------------------- | --- |
| Кааф (сын Левия)                          | Кегат, Кааф                                                            | Кааф, второй сын Левия, дед Моисея            | собрание                                          | (Быт. 46:11) «Сыны Левия: Гирсон, Кааф и Мерари»                                                                                              |
| Кавул                                     | Кабул, местность в Галилее                                             | Кавул, город                                  | песчаная, сухая земля                             | (Нав. 19:27) «колену сынов Асировых… пределом их были… идет у Кавула, с левой стороны»                                                        |
| Кавцеил                                   | Кабцеель                                                               | Кавцеил,                                      | [город] собрание Божие                            | (Нав. 15:21) «удел колена сынов Иудиных… на юге были: Кавцеил, Едер и Иагур»                                                                  |
| Кадес                                     | Кадеш, Кадеш-Барнеа; ранее «Источник правосудия»                       | Кадес (Кадес-Варни)                           | святое место                                      | (Быт. 14:7) «они пришли к источнику Мишпат, который есть Кадес, и поразили всю страну Амаликитян»                                             |
| Кадис (Библия)                            |                                                                        | Кадис                                         | [город]                                           | (1Мак. 11:63) «пришли в Кадис, в Галилее, военачальники Димитрия»                                                                             |
| Кадмиил                                   | Кадмиел                                                                | Кадмиил                                       | Бог есть древен                                   | (Езд. 2:40) «Левитов: сыновей Иисуса и Кадмиила, из сыновей Годавии, семьдесят четыре»                                                        |
| Кедмонеи                                  | Кадмониты; страна Кедем («Восток»)                                     | Кедмонеи, народ                               | восточные                                         | (Быт. 15:19) «даю Я землю сию, от реки Египетской до великой реки, реки Евфрата: [землю] Кенеев, Кенезеев, Кедмонеев»                         |
| Казир                                     |                                                                        | Казир, Газзам                                 |                                                   | (2Езд. 5:31) «Служителей при храме… сынов Казира… всех служителей при храме и сынов рабов Соломоновых триста семьдесят два»                   |
| Каиафа                                    | Каиафа                                                                 | Каиафа                                        | арамейск., смирение, но по другим — исследователь | (Мф. 26:3) «собрались первосвященники и книжники и старейшины народа во двор первосвященника, по имени Каиафы»                                |
| Каин                                      | Каин, сын Адама и Евы                                                  | Каин (а) — старший сын Адама и Евы            | приобретение (от Господа)                         | (Быт. 4:1) «Адам познал Еву, жену свою; и она зачала, и родила Каина»                                                                         |
| Кенеи                                     |                                                                        | Каин (б), имя кенеян                          |                                                   | (Чис. 24:22) «увидел он Кенеев, и произнес притчу свою, и сказал: крепко жилище твое, и на скале положено гнездо твое; но разорен будет Каин» |
| Каин, город                               | Каин, город                                                            | Каин (в)                                      |                                                   | (Нав. 15:57) «… Каин, Гива и Фимна: десять городов с их селами»                                                                               |
| Каинан (сын Еноса), Каинан (потомок Сима) | Кенан, сын Эноша, в Септ. Кайнан                                       | Каинан, сын Эноса                             | стяжание                                          | |
| Каламолал                                 |                                                                        | Каламолал; Лидда и Хадид; Лод и Хадид         |                                                   | |
| Нимруд                                    | Калах                                                                  | Калах, город                                  | полнота дней, зрелость, сила                      | (Быт. 10:11-12) «в земле Сеннаар. Из сей земли вышел Ассур и построил Ниневию, Реховоф-ир, Калах…»                                            |
| Халев                                     | Калеб                                                                  | Халев                                         | горячий, храбрый                                  | |
| Калкол                                    | Калкол, Халкол, сын Зераха                                             | Халкол, сын Зары                              | помощь, поддержка (?)                             | |
| Каллай (Библия)                           |                                                                        | Каллай                                        | Господь есть свет                                 | |
| Каллисфен (сириец)                        | Каллисфен                                                              | Каллисфен                                     | «с превосходными силами»                          | |
| Халне                                     | Кално                                                                  | Халне, Хапа                                   | [город в Вавилонии]                               | |
| Калхе                                     | Калне, Кално                                                           | Калхе, Калке                                  |                                                   | |
| Камелопард                                |                                                                        | Камелопард                                    |                                                   | (Втор. 14:5) «скот, который вам можно есть: волы, овцы, козы, олень и серна, и буйвол, и лань, и зубр, и орикс, и камелопард»                 |
| Камон (Библия)                            | Камон                                                                  | Камон                                         | место стояния; изобилие хлеба                     | |
| Кана (Библия)                             | Кана — 1) ручей, впадающий в Средиземное море — 2) город в уделе Ашера | Кана (а) поток (б) город колена Асирова       | тростниковый                                      | |
| Кана Галилейская                          | —                                                                      | Кана (в) Кана Галилейская                     |                                                   | (Иоан. 2:1) «был брак в Кане Галилейской, и Матерь Иисуса была там»                                                                           |
| Симон Кананит                             | —                                                                      | Кананит (евр.)                                | = греч. зилот, ревнитель                          | |
| Кандакия                                  |                                                                        | Кандакия                                      | [титул эфиопских цариц]                           | |
| Хане (Библия)                             | Канне                                                                  | Хане                                          | [город]                                           | |
| Капернаум                                 | Капернаум                                                              | Капернаум                                     | селение Наума; село утешения                      | |
| Каперс                                    |                                                                        | Каперс, кустарник                             | пожелание, страсть                                | (Еккл. 12:5) «и рассыплется каперс» |
| Каппадокия                                | Каппадокия                                                             | Каппадокия                                    | зендск. земля хороших лошадей                     | |
| Гранат (минерал)                          |                                                                        | Карбункул                                     |                                                   | (Исх. 28:18) «второй ряд: карбункул, сапфир и алмаз»                                                                                          |
| Карей (Библия)                            |                                                                        | Карей                                         | лысый                                             | |
| Карем (Библия)                            | Карем                                                                  | Карем                                         | [город]                                           | |
| Кариафаим                                 | Кириатаим                                                              | Кариафаим (Кириафаим)                         | двоякий город                                     | |
| Кариафири                                 | Кириат-Иеарим                                                          | Кариафири; Кириаф-Иарим                       | город лесов                                       | |
| Карийцы                                   | Карийцы                                                                | —                                             | [царские телохранители]                           | (4Цар. 11:4) «Иодай, и взял сотников из телохранителей и скороходов»                                                                          |
| Кария                                     |                                                                        | Кария                                         | [область Малой Азии]                              | |
| Каркемиш                                  | Каркемиш; егип. K-r-k-m-s                                              | Каркамис; Кархамис                            | город Хамоса                                      | (2Пар. 35:20) «пошел Нехао, царь Египетский, на войну к Кархемису на Евфрате»                                                                 |
| Каркас (Библия)                           |                                                                        | Каркас, евнух                                 | персид. орёл; по Фюрсту — строгий, суровый        | (Есф. 1:10) «он сказал Мегуману, Бизфе, Харбоне, Бигфе и Авагфе, Зефару и Каркасу — семи евнухам»                                             |
| Каркая                                    | Каркаа                                                                 | Каркая                                        | поле; помост                                      | |
| Каркор                                    | Каркор                                                                 | Каркор                                        | поле; помост                                      | |
| Харми                                     | Карми                                                                  | Харми                                         |                                                   | |
| Кармель                                   | Кармел, горный хребет                                                  | Кармил (б)                                    | гора сада; плодоносное поле                       | (3Цар. 18:20) «послал Ахав ко всем сынам Израилевым и собрал всех пророков на гору Кармил»                                                    |
| Кармил                                    | Кармел, местность                                                      | Кармил (а)                                    | гора сада; плодоносное поле                       | (Нав. 15:55) «Маон, Кармил, Зиф и Юта… десять городов с их селами»                                                                            |
| Кармоняне                                 | Карманийцы, сражались с народом драконов Аравии                        | Кармоняне                                     |                                                   | (3Езд. 15:27) «Выйдут, как вепри из леса, Кармоняне, неистовствующие в ярости»                                                                |
| Карнаим                                   | Карнаим; Аштерот-Карнаим                                               | Карнаим; Аштероф-Карнаим                      | [город рефаимов] местопребывание двурогой богини  | |
| Карнион                                   |                                                                        | Карнион; Карнаим                              |                                                   | |
| Карп (апостол от 70)                      | —                                                                      | Карп                                          | греческ. плод                                     | |
| Карфа (Библия)                            |                                                                        | Карфа, город                                  |                                                   | (Нав. 21:34) «Племенам сынов Мерариных… дали: … Карфу и предместья ее»                                                                        |
| Карфан                                    | Картан                                                                 | Карфан                                        | двойной город                                     | (Нав. 21:32) «Карфан и предместья его» |
| Каршена                                   |                                                                        | Каршена                                       | древнеперсидск. тонкий, стройный                  | (Есф. 1:14) «Каршена, Шефар, Адмафа, Фарсис, Мерес, Марсена, Мемухан — семь князей Персидских и Мидийских»                                    |
| Касифия                                   | Касифия                                                                | Касифья                                       | серебристый                                       | |
| Коричник китайский; Касия (Библия)        | Кассия                                                                 | Касия (а) благовонная кора; (б) 2-я дочь Иова |                                                   | (Пс. 44:9) «Все одежды Твои, как смирна и алой и касия»                                                                                       |
| Каслухим                                  | Каслухим                                                               | Каслухим                                      | сухая, бесплодная гора                            | |
| Каспин                                    |                                                                        | Каспин                                        | [город в Галааде]                                 | |
| Каттаф                                    | Каттат; Катенет                                                        | Каттаф, город                                 | малый                                             | |
| Кефира                                    | Кефира                                                                 | Кафир; Кефира                                 | селение                                           | (2Езд. 5:19) «Число народа с начальниками… из Кафира и Вирога семьсот сорок три»                                                              |
| Кафториты                                 | Кафтор                                                                 | Кафтор, Кафторим                              |                                                   | (Иер. 47:4) «ибо Господь разорит Филистимлян, остаток острова Кафтора»                                                                        |
| Кварт (апостол от 70)                     | —                                                                      | Кварт                                         | четвёртый                                         | (Рим. 16:23) «Приветствует вас Ераст, городской казнохранитель, и брат Кварт»                                                                 |
| Кува (Библия)                             | Кве                                                                    | Кува                                          |                                                   | (3Цар. 10:28) « Коней же царю Соломону приводили из Египта и из Кувы; царские купцы покупали их из Кувы за деньги»                            |
| Квинт Меммий                              |                                                                        | Квинт, римский посланник                      | пятый                                             | (2Мак. 11:34) "Прислали к ним письмо Римляне следующего содержания: "Квинт Меммий и Тит Манлий, старейшины Римские, Иудейскому народу "       |

## Ке~
| Википедия            | ЕЭБЕ                                                     | БЭАН                                             | Смысл имени согласно БЭАН и ЕЭБЕ               | Строка Библии |
| -------------------- | -------------------------------------------------------- | ------------------------------------------------ | ---------------------------------------------- | --- |
| Кегелафа             |                                                          | Кегелафа, стан                                   | народное собрание                              | (Чис. 33:22) «отправились из Риссы и расположились станом в Кегелафе»                                                                                 |
| Кедар                | Кедар; Кидар                                             | Кедар (а) 2-й сын Измаила                        | ЕЭБЕ: загорелый; БЭАН: тёмный, мрачный, чёрный | (Быт. 25:13) «первенец Измаилов Наваиоф, за ним Кедар»                                                                                                |
| Кедар (народ)        | Кедар; Кидар, племя бедуинов                             | Кедар (б) кочующий аравийский народ рода Измаила | ЕЭБЕ: загорелый; БЭАН: тёмный, мрачный, чёрный | (Ис. 21:16) «вся слава Кидарова исчезнет» |
| Кедемоф              | Кедемот                                                  | Кедемоф, город                                   | древний; восточный                             | (Нав. 13:18) «Есевон и все города его, которые на равнине… Иааца, Кедемоф и Мефааф»                                                                   |
| Кедес                | Кедеш                                                    | Кедес, город                                     | святилище                                      | |
| Кедма (Библия)       |                                                          | Кедма, 12-й сын Измаила                          | к востоку                                      | (Быт. 25:15) «… Хадад, Фема, Иетур, Нафиш и Кедма» |
| Кедорлаомер          | Кедорлаомер (Кудур-Лаомар; Кудур-Лагамар), царь Эламский |                                                  |                                                | (Быт. 14:1) «во дни… Кедорлаомера, царя Еламского» |
| Кедрон               | Кедрон, город у филистимской границы Иудеи               | Кедрон (в) место или крепость                    | чёрный, тёмный                                 | (1Мак. 15:39) «приказал ему также построить Кедрон и укрепить ворота»                                                                                 |
| Кедрон (ручей)       | Кидрон                                                   | Кедрон (а) ручей                                 | чёрный, тёмный                                 | (2Цар. 15:23) «весь народ переходил, и царь перешел поток Кедрон»                                                                                     |
| Кедронская долина    | Кидрон                                                   | Кедрон (б) долина                                | чёрный, тёмный                                 | (4Цар. 23:4) «из храма Господня все вещи, сделанные для Ваала и для Астарты и для всего воинства небесного, и сжег их за Иерусалимом в долине Кедрон» |
| Кедудим              |                                                          | Кедудим                                          | древность                                      | |
| Кеила                | Кеила                                                    | Кеила, город                                     | укрепление                                     | |
| Келаия               |                                                          | Келаия, левит (Калита; Клита; Колий)             | скудный, презренный Господом                   | |
| Келесирия            |                                                          | Келе-Сирия                                       | глубокая долина                                | |
| Келуги               |                                                          | Келуги                                           | крепкий                                        | |
| Кемуил               | Кемуэл                                                   | Кемуил                                           | собрание Божие                                 | |
| Кеназ (Библия)       | Кеназ, Кенизиты                                          | Кеназ                                            | охота                                          | |
| Кенезеи              | Кенизиты                                                 | Кенезеи                                          |                                                | |
| Каинан (сын Еноса)   | Кенан (в Септ. Кайнан), сын Эноша                        | Каинан                                           | стяжание                                       | |
| Кенаф (Библия)       |                                                          | Кенаф, город                                     | владение                                       | |
| Кендевей             |                                                          | Кендевей, правитель приморской Сирии             |                                                | |
| Кенеи                | Кениты                                                   | Кенеи, Кенеяне; Каин (б)                         |                                                | |
| Кенхрея              |                                                          | Кенхрея, Кенхрейская церковь                     |                                                | |
| Керен-Гапуах         | Керенгаппух (1); в Септуагинте «рог Амалфеи»             | Керен-Гапуах, 3-я дочь Иова                      | род румян, или белил                           | |
| Керети, Филистимляне | Керети и Пелети (Керетиты)                               | Керети                                           |                                                | (1Цар. 30:14) « мы вторгались в полуденную часть Керети»                                                                                              |
| Кереш (Библия)       |                                                          | Кереш, сын Махира                                | извержение, сор                                | |
| Кериоф               | Кириот — 1)                                              | Кериоф, моавитский город                         | города                                         | |
| Керос (Библия)       |                                                          | Керос; Кирас                                     | согбенный, согнувшийся                         | |
| Кесалон              |                                                          | Кесалон, город                                   | плодородие; обилие плодов                      | |
| Кесария Палестинская |                                                          | Кесария                                          |                                                | |
| Панеада              |                                                          | Кесария Филиппова, город                         |                                                | |
| Кесед, сын Нахора    |                                                          | Кесед, сын Нахора                                |                                                | |
| Кесил (Библия)       |                                                          | Кесил, город                                     | безрассудный                                   | |
| Кесиль               | Неподвижные звезды: 1) Кесил                             | Кесиль                                           | созвездие Орион                                | |
| Кесуллоф             |                                                          | Кесуллоф, город                                  | плодородные места                              | |
| Хеттура              | Кетура                                                   | Хеттура, 2-я жена Авраама                        | благоухание                                    | |
| Кефар-Аммонай        |                                                          | Кефар-Аммонай                                    | аммонитское селение                            | |
| Кефира               | Кефира                                                   | Кафир; Кефира                                    | селение                                        | |

## Ки~
| Википедия                                  | ЕЭБЕ | БЭАН                                                                | Смысл имени согласно БЭАН и ЕЭБЕ                             | Строка Библии |
| ------------------------------------------ | --- | ------------------------------------------------------------------- | ------------------------------------------------------------ | --- |
| Киамон                                     | | Киамон                                                              | [город]                                                      | |
| Киброт-Гаттаава                            | Киброт-Гаттава                                                                                             | Киброт-Гаттаава                                                     | ЕЭБЕ: гробы похоти; БЭАН: гробы прихоти                      | |
| Кивцаим                                    | Кибцаим, Иокмеам                                                                                           | Кивцаим, Иокмеам                                                    | два собрания                                                 | |
| Кидар (головной убор)                      | Кидар (4) — головной убор с золотой дощечкой с надписью: святыня Господня                                  | Кидар                                                               | [головное украшение первосвященника в виде чалмы из виссона] | |
| Кидий                                      | | Кидий                                                               | [галилейский город]                                          | |
| Ремфан                                     | Киун, идол                                                                                                 | Кийюн, в Септ. Рамфан                                               | по Фюрсту — Сатурн (араб., персид. и сирийск. Keiwan)        | (Амос. 5:26) «Вы носили… звезду бога вашего Ремфана» |
| Килан                                      | | Килан                                                               |                                                              | |
| Далуия                                     | Килеаб, Даниил, сын Давида от Абигаил                                                                      | Килеав; Далуия, второй сын Давида                                   | похожий на отца или подобный ему (Далуия)                    | (2Цар. 3:3) «у Давида… в Хевроне… второй [сын] его — Далуиа от Авигеи, бывшей жены Навала, Кармилитянки» |
| Киликия                                    | Киликия | Киликия                                                             |                                                              | |
| Хилмад                                     | Килмад | Хилмад                                                              | [город или область]                                          | |
| Кимвал                                     | Кимвалы | Кимвалы                                                             |                                                              | |
| Кимгам                                     | | Кимгам                                                              | тоска, томление                                              | |
| Кина (Библия)                              | | Кина                                                                | [город]                                                      | |
| Кинана (Библия)                            | | Кинана                                                              |                                                              | |
| Кенеи                                      | Кениты | Кинеяне, Кенеи                                                      |                                                              | |
| Тивериадское озеро                         | Киннерет: «Ям Киннерет» или «Киннерот» — по внешней форме Генисаретского озера, напоминающей арфу (киннор) | Киннереф, Киннероф                                                  | углубление                                                   | |
| Генисарет                                  | Киннерет из пяти укреплённых городов, доставшихся по жребию Нафтали                                        | Геннисарет, Хиннереф                                                | углубление                                                   | (Нав. 19:35) «Города укрепленные: Циддим, Цер, Хамаф, Раккаф и Хиннереф» |
| Кипер (Библия)                             | | Кипер                                                               | [ароматическое дерево]                                       | (Песн. 4:13) «сад с гранатовыми яблоками, с превосходными плодами, киперы с нардами» |
| Кипр (остров)                              | Кипр | Кипр                                                                |                                                              | |
| Кир (Иран)                                 | Кир, первоначальное место жительства арамейцев                                                             | Кир (город)                                                         |                                                              | |
| Кир II Великий                             | Кир, персидский царь                                                                                       | Кир (царь); Аградар                                                 | древнеперс. Kurusch                                          | |
| Кирхарешет                                 | Кир Харешет, или Харосет; Кир Херес; Кир Моаб                                                              | Кирхарешет                                                          |                                                              | (Ис. 16:7) «стенайте о твердынях Кирхарешета: они совершенно разрушены» |
| Кирам                                      | | Кирам (Керос), город                                                |                                                              | |
| Кирас                                      | — | Кирас, Рама                                                         |                                                              | |
| Кириафаим                                  | Кириатаим                                                                                                  | Кириафаим (Кариафаим)                                               | двоякий город                                                | |
| Кириаф                                     | Кириот | Кириаф                                                              | город                                                        | |
| Хеврон                                     | Кириат-Арба                                                                                                | Кириаф-Арба — древнее название Хеврона в земле Ханаанской           | город Арбы                                                   | |
| Кириаф-Ваал                                | Кириат-Иеарим                                                                                              | Кириаф-Ваал; Кириаф-Иарим; Кариафири                                | город Ваала; город лесов; лесной город                       | |
| Кириаф-Иарим                               | | Кириаф-Иарим, потомок Халева [ред.: логичнее — основанный Шовалом]  |                                                              | (1Пар. 2:50) «Шовал, отец Кириаф-Иарима; Салма, отец Вифлеема; Хареф, отец [основатель] Бефгадера» |
| Кириаф-Санна                               | Кириат-Санна — древнее имя гор. Дебир                                                                      | Кириаф-Санна; Кириаф-Сефер, иначе Давир                             | город книг, или письмен                                      | |
| Кириаф-Хуцеф                               | Кирьят-Хуцот                                                                                               | Кириаф-Хуцеф                                                        | город улиц                                                   | (Чис. 22:39) «пошел Валаам с Валаком и пришли в Кириаф-Хуцоф» |
| Кирена (город)                             | Кирена | Киринеи, Кирены, Киринеянин — главный город Ливии                   |                                                              | |
| Публий Сульпиций Квириний                  | Квириний, Публий Сульпиций                                                                                 | Кириний, Кирений, Квириний — римский правитель Сирии                | лат. Quirinus                                                | |
| Кирос (Библия)                             | | Кирос (Кирас) — из нефинеев                                         |                                                              | |
| Кис (Библия)                               | Киш — отец Саула                                                                                           | Кис (а) сын Авиила, отец ц. Саула                                   | западня, ловушка, сети                                       | |
| Кислев                                     | Кислев | Кислев, хаслев, — 9-й месяц еврейского свящ. года                   | ассиро-вавилонск. — kisilimu или kislivu                     | |
| Кислоф-Фавор                               | Кислот Табор — пограничный город Зебулуна                                                                  | Кислоф-Фавор или Фавор                                              | бока/чресла Фавора (евр. Табора)                             | |
| Киссон                                     | Кишон | Киссон — ручей в Палестине                                          | извивающйся, извилистый                                      | |
| Кит в Библии                               | Кит Вульгата — cetus, dracones; Септ. — δρακών; δράκοντες                                                  | Кит евр. таннин и левиафан                                          | большие морские рыбы и животные                              | (Быт. 1:21) «сотворил Бог рыб больших» (Ис. 27:1) «поразит Господь мечом Своим… левиафана, змея прямо бегущего, и левиафана, змея изгибающегося, и убьет чудовище морское» (Иов. 7:12) «Разве я море или морское чудовище, что Ты поставил надо мною стражу?» (Пс. 148:7) «великие рыбы» |
| Китав                                      | — | Китав                                                               |                                                              | (2Езд. 5:30) «Служителей при храме… сынов Китава» |
| Китрон                                     | Китрон — город в уделе Зебулуновом с ханаанейским населением                                               | Китрон — город колена Завулонова                                    | связь, узы                                                   | |
| Киттим                                     | Киттим — народность                                                                                        | Киттим, Киттийский, сын Иавана                                      |                                                              | |
| Кифа                                       | | Кифа                                                                | камень                                                       | |
| Киший                                      | | Киший (Кушаия) — левит, отец Эфана                                  |                                                              | |
| Кишион                                     | Кишион — город в Иссахаровом уделе                                                                         | Кишион (Кедес)                                                      | твёрдый грунт                                                | |
| Гавдос (?)                                 | — | Клавда, остров                                                      |                                                              | (Деян. 27:16) «набежав на один островок, называемый Кла́вдой» |
| Клавдий Лисий                              | — | Клавдий Лисий                                                       |                                                              | |
| Клавдия                                    | — | Клавдия                                                             |                                                              | (2Тим. 4:21) «Приветствуют тебя Еввул, и Пуд, и Лин, и Клавдия, и все братия» |
| Клеопа                                     | — | Клеопа                                                              | перемена, прохождение                                        | |
| Клеопатра II Клеопатра Тея (Клеопатра III) | | Клеопатра а) супруга егип. ц. Птолемея; б) дочь Птолемея Филометора | славная, известная по отцу                                   | |
| Климент (Новый Завет)                      | — | Климент                                                             | снисходительный, милостивый                                  | |
| Книд                                       | — | Книд, карийский город                                               |                                                              | |
| Софер (Книжники)                           | Соферы, соферим                                                                                            | Книжники, законники                                                 |                                                              | (Матф. 23:13) «книжники и фарисеи, лицемеры, что затворяете Царство Небесное человекам» |

## Ко~
| Википедия                  | ЕЭБЕ                                                                                                   | БЭАН                                               | Смысл имени согласно БЭАН и ЕЭБЕ | Строка Библии |
| -------------------------- | --- | -------------------------------------------------- | -------------------------------- | --- |
| Коа (Библия)               | | Коа                                                |                                  | «приведу… сынов Вавилона и всех Халдеев, из Пехода, из Шоа и Коа» (Иез. 23:23)                                                                                            |
| Ковчег Завета              | Ковчег Завета; кивот Завета; Ковчег Превечного; Ковчег Бога Израиля; Ковчег Святыни; Ковчег могущества | Ковчег Завета                                      |                                  | «ковчег завета Господня шел пред ними три дня пути» (Чис. 10:33) |
| ¼ асса (квадранс)          | | Кодрант                                            | [медная римская монета]          | |
| Хазва                      | Козби (Хазви) — дочь Цура                                                                              | Хазва, дочь Цура                                   | лжец                             | «имя убитой Мадианитянки Хазва» (Чис. 25:15) |
| Козеба                     | Козеба — местность в Иудее                                                                             | Хозева                                             | лжец                             | |
| Колаия                     | | Колаия — вениамитянин                              | глас Господень                   | |
| Колий (левит)              | | Колий (левит)                                      |                                  | |
| Колий (отец Ахава)         | Колая                                                                                                  | Колий — отец лжепророка Ахава                      |                                  | |
| Колодец Иакова             | — | Колодезь Иаковлев                                  |                                  | |
| Колоссы                    | — | Колоссы — город в ю.-з. части Фригии               |                                  | |
| Колхозей                   | | Колхозей                                           | всевидящий                       | |
| Кония (Библия)             | | Кония, местность                                   |                                  | |
| Кораллы в Библии           | Кораллы в Лютеровском переводе, также «Perlen»                                                         | Кораллы                                            |                                  | «они были телом краше коралла, вид их был, как сапфир» (Плач. 4:7) |
| Корей, сын Ицгара          | Корах — 1) сын Исава от Оголибамы — 2) сын Элифаза — 3) сын Хеброна — 4) сын Иицгара                   | Корей а) сын Исава б) потомок Халева в) сын Ицгара | плешь; плешивый, лысина          | |
| Коринф                     | Коринф                                                                                                 | Коринф                                             |                                  | |
| Корнилий (сотник)          | — | Корнилий, римский сотник                           |                                  | |
| Кос                        | Кос — остров из группы Спорад в Эгейском море                                                          | Кос                                                |                                  | |
| Коц (Библия)               | Коц, отец Цобеба                                                                                       | Коц, отец Анува и Цовева                           | терн                             | |
| Чермное море               | Красное море (Чермное)                                                                                 | Чермное море                                       |                                  | |
| Кратит                     | — | Кратит                                             | властитель                       | |
| Крискент (апостол от 70)   | — | Крискент                                           | растущий                         | |
| Крисп                      | — | Крисп                                              | кудрявый                         | |
| Крит                       | Крит (Кандия) — остров Средиземного моря                                                               | Крит                                               |                                  | «я оставил тебя в Крите, чтобы ты довершил недоконченное» (Тит. 1:5) |
| Ксанфик                    | | Ксанфик — 6-й месяц у македонян                    | март-апрель                      | |
| Кува (Библия)              | Кве | Кува                                               |                                  | |
| Куколь (растение)          | | Куколь, сорная трава                               |                                  | «вместо пшеницы вырастает волчец и вместо ячменя куколь» (Иов. 31:40) |
| Кулон (город)              | | Кулон, город                                       | Бог есть основание               | «Феко, Ефрафа, иначе Вифлеем, Фагор, Етам, Кулон, Татами, Сорес, Карем, Галлим, Вефир и Манохо: одиннадцать городов с их селами» (Нав. 15:59)                             |
| Кун (город)                | | Кун (Берофа)                                       | по Фюрсту — Сатурн               | «из Тивхавы и Куна, городов Адраазаровых, взял Давид весьма много меди» (1Пар. 8:8)                                                                                       |
| Неопалимая купина          | Горящая купина                                                                                         | Купина                                             | терновый куст                    | «благословение Явившегося в терновом кусте» (Втор. 33:16) |
| Кута (древний город)       | Кута                                                                                                   | Кута                                               |                                  | «перевел царь Ассирийский людей из Вавилона, и из Куты, и из Аввы, и из Емафа, и из Сепарваима, и поселил их в городах Самарийских вместо сынов Израилевых» (4Цар. 17:24) |
| Куфа (Библия)              | | Куфа — из служителей при храме                     |                                  | |
| Куш (царство), Хуш         | Куш (в Септ. — Эфиопия) — первый сын Хама; народ (и его страна), живший к югу от Египта                | Хуш — старший сын Хама; Ефиопия (евр. Куш)         |                                  | «Сыны Хама: Хуш, Мицраим, Фут и Ханаан» (Быт. 10:6) « Имя второй реки [ Едема ] Гихон: она обтекает всю землю Куш» (Быт. 2:10)                                            |
| Кушан-Ришатаим) Хусарсафем | Кушан-Ришатаим, Хусарсафем                                                                             | Хусарсафем — царь месопотамский                    |                                  | |
| Кушаия                     | | Кушаия, Киший                                      | лук Иеговы                       | «поставили… Ефана, сына Кушаии» (1Пар. 15:17) |
| Суккот                     | Кущи — 3-й из трёх главных праздников евреев                                                           | Кущей праздник                                     |                                  | «с пятнадцатого дня того же седьмого месяца праздник кущей, семь дней Господу» (Лев. 23:34)                                                                               |